# Burgh (Schotland)

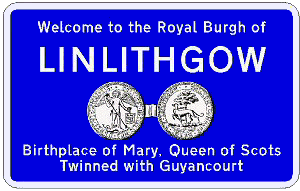
Linlithgow Burgh

Een burgh is een aanduiding voor een type plaats in Schotland. De term is al in gebruik sinds de 12e eeuw. Oorspronkelijk had de verlening van de status burgh politieke consequenties, enigermate vergelijkbaar, maar zeker niet identiek, met het verlenen van stadsrechten in andere landen. De burghs hadden bijvoorbeeld het recht op vertegenwoordiging in het parlement van Schotland. Tegenwoordig is de aanduiding alleen nog van ceremoniële waarde.
Het Engelse equivalent van de burgh is de borough.